# Elecciones estatales de Coahuila de 1975
Las elecciones estatales de Coahuila de 1975, se llevará a cabo el domingo 28 de septiembre de 1975 y en ellas fueron los siguientes cargos de elección popular:
- Gobernador de Coahuila. Titular del Poder Ejecutivo del Estado, electo para un período de seis años no reelegibles en ningún caso, el candidato electo fue Oscar Flores Tapia.
- 38 Ayuntamientos. formados por un Presidente Municipal y regidores, electo para un período inmediato de seis años no reelegibles para un período inmediato.
- Diputados al Congreso del Estado. Electo por una mayoría de cada uno de los distritos electorales.

## Resultados Electorales

### Gobernador
- Oscar Flores Tapia  Hecho

### Ayuntamientos

#### Saltillo
- Juan Pablo Rodríguez Galindo  Hecho

#### Torreón
- Francisco José Madero González  Hecho